# Giovanni Luscia
Giovanni Andrea Luciano Luscia (Rezzato, 22 novembre 1818 – Brescia, 13 marzo 1893) è stato un ingegnere e politico italiano, deputato alla Camera dal 1870 al 1874 per il collegio di Lonato e dal 1876 al 1882 per il collegio di Leno.

## Biografia
Nacque a Rezzato dal medico Pietro Luscia e da Caterina Leonesi. Laureatosi in Ingegneria, nel marzo 1860 fu eletto alla presidenza della Società degli ingegneri bresciani.
Nel marzo 1859 divenne socio dell'Ateneo di Brescia. In tale ruolo nel 1865 promosse l'attività siderurgica proponendo la costituzione di una società anonima che avesse sede in Val Trompia.
Nel gennaio 1860 fu eletto nel consiglio provinciale in rappresentanza del mandamento rezzatese. Rimase in consiglio fino al 1884, dal 1875 in qualità di rappresentante del mandamento di Bagnolo Mella, divenendo presidente del consesso dall'agosto 1880 all'agosto dell'anno seguente. All'incarico annuale di membro della deputazione fu eletto nel 1860, nel 1861, nel 1867, nel 1869 e nel 1878. Nel 1861 rappresentò la provincia nella commissione per la costruzione della ferrovia Brescia-Cremona.
Fu sindaco di Rezzato dal 1864 al 1866. La sua giunta promosse la costituzione di una scuola di disegno pratico in collaborazione con l'architetto Rodolfo Vantini. Nel 1869 fu componente della "Giunta di vigilanza sull'insegnamento industriale e professionale" assieme ai docenti Marino Ballini e Teodoro Pertusati.
Vicino agli interessi dei proprietari terrieri, fece parte del gruppo della Destra bresciana. Si presentò nel collegio di Preseglie alle suppletive del 6/10 maggio 1860, ma perse contro Bernardino Maceri. Alle elezioni politiche del 1861, fu candidato nel collegio uninominale di Salò, ma fu sconfitto ancora da Maceri. Alle politiche del 1865 il suo nome fu proposto da un gruppo di elettori in contestazione alla decisione della Destra di candidare Emilio Broglio nel collegio di Lonato, in quanto figura istituzionale di prestigio, ma priva di contatti con il territorio. Al primo turno Luscia ottenne 85 voti contro i 278 ottenuti da Broglio e i 276 ottenuti dal candidato della sinistra Mazzoni: venne pertanto escluso al turno di ballottaggio.
Cinque anni dopo fu il candidato ufficiale della Destra per il collegio lonatese e vinse al turno di ballottaggio contro Francesco Luigi Lorenzoni. Nella XI legislatura si distinse per un discorso contro il Ministro delle finanze Quintino Sella sull'imposta dei fabbricati.
Alle elezioni del 1874 ebbe come sfidante Marcello Cherubini che lo sconfisse al turno di ballottaggio. Due anni dopo, all'indomani della rivoluzione parlamentare che portò la Sinistra al potere con il Governo Depretis I, tenne un'accalorata relazione di fronte ai membri Associazione Costituzionale di Brescia sull'aumento dell'imposta fondiaria nella Lombardia. Il discorso convinse i membri della Costituzionale a proporlo come candidato della Destra per il collegio elettorale di Leno alle politiche di novembre; durante la campagna ottenne l'appoggio anche del Corriere della Sera. Vinse contro il candidato della sinistra Andrea Alberti al turno di ballottaggio: in quella tornata elettorale, Leno fu l'unico collegio della provincia di Brescia in cui non si ebbe la vittoria di un candidato che fosse vicino politicamente a Giuseppe Zanardelli.
Luscia fu confermato deputato in occasione delle politiche del 1880, ancora nel collegio di Leno e contro nuovamente Alberti. Due anni dopo, fu inserito nel listino che i liberal moderati bresciani proposero per il collegio plurinominale di Brescia assieme a Bortolo Benedini, ma nessuno dei due ottenne un numero di preferenze sufficiente a essere eletto.
Nel 1883 fu nominato nuovamente sindaco di Rezzato per un mandato triennale, confermato nel 1886.
Morì a Brescia, presso la Casa della Salute, il 13 marzo 1893.

## Opere
- "A sua Eccellenza il ministro A. Sella: Lettera intorno all'applicazione dell'imposta sui fabbricati", Brescia, Tipografia La Sentinella, 1872.